# Río Wailuku
El Río Wailuku (en inglés: Wailuku River) es un curso de agua de 28 millas de largo (45,1 kilómetros) en la isla de Hawái en Estados Unidos. Es el río más largo de Hawái y su curso se encuentra principalmente a lo largo de la brecha entre los flujos de lava del Mauna Kea y los de Mauna Loa, al sur. Surge en alrededor de los 10.800 pies (3.300 m) de altitud a lo largo de la vertiente oriental del Mauna Kea (19°48'26"N 155°25'13"O). Fluye generalmente hacia el este, descendiendo abruptamente desde la montaña y entrando en el Océano Pacífico en la localidad de Hilo.
El parque estatal Río Wailuku está situado a lo largo del tramo inferior del río. Una sección del parque incluye las Cascadas Rainbow (19°43'9"N 155°6'34"O), y otra sección Pe'epe'e cae en un área llamada Boiling Pots (una serie de pequeñas cascadas y piscinas).